# Lempäälän Kisa
Lempäälän Kisa oder LeKi ist ein 1955 gegründeter finnischer Eishockeyklub aus Lempäälä. Die Mannschaft spielt seit 2022 erneut in der Suomi-sarja und trägt ihre Heimspiele in der Masku Areena aus.

## Geschichte
Der Verein wurde im Jahr 1955 gegründet. Die Mannschaft stieg in der Saison 2004/05 als Erstplatzierter der Zone Süd in der Relegation in die drittklassige Suomi-sarja auf. In der Saison 2006/07 folgte der Aufstieg in die zweitklassige Mestis, in der sich die Mannschaft anschließend etablieren konnte. 2019 spielte das Team um den dritten Platz der Meisterschaft, musste sich jedoch anschließend aus finanziellen Gründen in die viertklassige II-divisioona zurückziehen. 2022 gelang der Aufstieg in die Suomi-sarja.

## Bekannte Spieler
- Patrik Laine
- Teemu Lassila
- Niclas Lucenius
- Jesse Niinimäki
- Markus Oijennus
- Sami Ryhänen
- Jussi Tarvainen